# Jacques Jean Ernest Busson-Duviviers
Pour les articles homonymes, voir Busson.
Jacques Busson-Duviviers est un homme politique français né le 28 juin 1832 à Courdemanche (Sarthe) et mort le 13 décembre 1884 à Nice (Alpes-Maritimes).
Avocat, conseiller général, il est représentant de la Sarthe de 1871 à 1876, siégeant à droite. 

## Sources
- « Jacques Jean Ernest Busson-Duviviers », dans Adolphe Robert et Gaston Cougny, Dictionnaire des parlementaires français, Edgar Bourloton, 1889-1891 [détail de l’édition]